# Mitromorpha gemmata
Mitromorpha gemmata é uma espécie de gastrópode do gênero Mitromorpha, pertencente a família Mitromorphidae.